# Polski Związek Golfa
Polski Związek Golfa (PZG), powstał 31 lipca 1993 roku w Warszawie. W zebraniu założycielskim PZG wzięły udział następujące Stowarzyszenia Założycielskie: Gdańsk Golf and Country Club, Amber Baltic Golf Club oraz First Warsaw Golf & Country Club.

## Opis
Pod koniec 2022 r. Związek zrzeszał ponad 70 klubów golfowych, do których należało ponad 6600 golfistów, posiadających karty handicapowe (odpowiednik licencji sportowej) HCP PZG. Członkami PZG są ponadto Stowarzyszenie Instruktorów Golfa PGA Polska, Polskie Stowarzyszenie Golfa Seniorów, Polskie Stowarzyszenie Greenkeeperów oraz Polskie Stowarzyszenie Golfa Kobiet.
Do głównych celów związku należą: promocja, rozwój i organizacja sportu golfowego w Polsce oraz reprezentacja i ochrona interesów zrzeszonych w PZG polskich klubów golfowych – Członków Związku. PZG odpowiedzialny jest za opracowywanie kierunków rozwoju tej dyscypliny sportu, za wdrażanie i nadzór nad przestrzeganiem reguł gry w golfa wydanych przez R&A Rules Ltd i przetłumaczonych na zlecenie PZG na język polski, a także organizowanie i ustalanie zasad rozgrywania turniejów mistrzowskich oraz innych turniejów golfowych w Polsce, odbywających się pod auspicjami i patronatem Związku.
Polski Związek Golfa odpowiada za powołanie spośród członków PZG reprezentacji Polski (w różnych kategoriach wiekowych) oraz zgłaszanie udziału kadry w zawodach międzynarodowych. PZG wspiera również działalność klubów zrzeszonych w Związku.
Od 2011 roku PZG stał się członkiem Polskiego Komitetu Olimpijskiego, z racji że golf ponownie zagościł na Letnich Igrzyskach Olimpijskich w 2016 roku w Rio de Janeiro (był dyscypliną olimpijską w latach 1900–1904). Ponadto PZG jest organizacją członkowską Europejskiej Federacji Golfa (EGA), Międzynarodowej Federacji Golfa (IGF), Europejskiego Stowarzyszenia Golfa Niepełnosprawnych (EDGA) oraz organizacją afiliowaną przy The Royal and Ancient Golf Club of St. Andrews (The R&A).
Oficjalna klasyfikacja graczy amatorów będących członkami Polskiego Związku Golfa i posiadającymi aktualną kartę handicapową PZG to Ranking PZG.
Od 27 lipca 2012 r. Polski Związek Golfa został zarejestrowany przez Krajowy Rejestr Sądowy jako organizacja pożytku publicznego (OPP) w zakresie nieodpłatnej działalności statutowej: wspieranie i upowszechnianie kultury fizycznej – promowanie, popularyzowanie oraz rozwój golfa dzieci i młodzieży do lat 18.
Kluby zrzeszone w PZG prowadzą golfową działalność promocyjną i sportową przy 22 polach 18-dołkowych, 11 polach 9-dołkowych oraz blisko 20 driving range’ach, a także przy ponad 10 obiektach typu pitch&putt.

## Historia[2]
Historia Polskiego Związku Golfa sięga 1993 roku, jednak golf w Polsce pojawił się znacznie wcześniej.

### Początki
Trudno jest dziś ustalić, kiedy golf zawitał na polskie ziemie. Legenda mówi, że Stanisław August Poniatowski, aby podtrzymać płomienny romans i spędzać więcej czasu z carycą Katarzyną, musiał nauczyć się uderzać w piłeczkę golfową.
Najwcześniejsza wzmianka o golfie na ziemiach Polski pochodzi z Niemieckiego Rocznika Golfowego z 1911 roku. Spis obiektów golfowych uwzględnia 9-dołkowe prywatne pole na Górnym Śląsku obok zamku w Głogówku (niem. Oberglogau). Obiekt został zaprojektowany przez Szkota Cuthberta Butcharta dla ówczesnego właściciela posiadłości, Hansa-Georga von Oppersdorf.

### XX-lecie międzywojenne
W okresie międzywojnia, a dokładniej w 1924 r., w Szczawnie Zdroju (Bad Sazbrunn) zostało otwarte, uważane za jedno z najpiękniejszych w Europie, pełne 18-dołkowe pole golfowe. Rok później (1925) Bad Sazbrunn gościło dwa zawodowe turnieje: Puchar Śląska i Mistrzostwa Niemiec. Przez wiele lat Szczawno było centrum spotkań ówczesnych europejskich elit, biznesmenów oraz przedstawicieli wyższych sfer. Przy polu nie zawiązał się żaden formalny klub golfowy, aczkolwiek zapiski z 1931 roku wspominają o 31 klubowiczach i taka liczba utrzymuje się aż do początków II wojny światowej. Obecnie część dawnego pola jest użytkowana po przebudowie jako znany wśród kolarzy górskich tor 4Cross MTB (rowerów górskich).
Prawie w tym samym czasie co Bad Sazbrunn powstaje w okolicach warszawskiego Czerniakowa „Warszawski Golf Club” przy ul. Nowosielskiej (obecna ul. Bartycka), którego inicjatorem był francuski ambasador Julesa Larroche’a. Na rok przed wybuchem II wojny światowej (1938) klub został przeniesiony do podwarszawskiego Powsina na tereny odkupione hrabiego Adama Branickiego. Zmienił wówczas także nazwę na „Polski Country-Club”. 50-hektarowe 9-dołkowe pole urządzono na wzór obiektów angielskich, a na jego terenie znajdowało się pięć budynków, z których 3 pełniły rolę rekreacyjno-mieszkalną. Polski Country-Club był popularnym miejscem spotkań dyplomatów i warszawskiej śmietanki towarzyskiej. Na pole golfowe było można bez problemu dojechać z Warszawy – łatwość dojazdu zapewniała kolejka wilanowska. Obecnie tereny PCC są w dużej mierze zalesione i zajęte przez Ogród Botaniczny PAN.
Na Dolnym Śląsku od 1927 r. na terenie Wrocławia działało 9-dołkowe pole Breslau Golf Course. Początkowo klub liczył 98 członków, a z czasem ich liczba spadła do 66 (1933). Z nieznanych przyczyn klub zamknięto w tym samym roku. W 1939 r. Niemiecki Rocznik Golfowy podał informację o planowanym nowym polu golfowym w miejscu Breslau GC.
Lata 30. XX wieku to także wydanie pierwszej polskiej publikacji „Podręcznik do gry w golfa” autorstwa Adama Gubatta (1932).
W 1931 r. z inicjatywy amerykańskich mieszkańców osiedla Giszowiec w Katowicach powstał Golf-Klub im. Kazimierza Pułaskiego oraz wybudowano 9-dołkowe pole golfowe. Do klubu mogli należeć wyłącznie mężczyźni, jednak z czasem panie zaczęły uzyskiwać status członków honorowych.
Natomiast w 1935 roku prasa na całym kontynencie rozpisywała się o słynnym pojedynku wybitnego polskiego golfisty Karol hr. Radziwiłła (HCP 4) z księciem Yorku na polu w Łańcucie. Był to prywatny 9-dołkowy obiekt w Julinie k. Łańcuta należący do III ordynata łańcuckiego hr. Alfreda Potockiego.
Niektóre źródła podają (inne zaprzeczają), że również gdański Wrzeszcz (niem. Danzig-Langfuhr) mógł poszczycić się działającym polem golfowym w tym okresie.
Wybuch II wojny światowej przeszkodził planom budowy pól golfowych we Lwowie, Ornianach k. Wilna, Poznaniu.

### Okres PRL
Z nastaniem nowych, prl-owskich porządków golf – uważany za sport kapitalistycznego zachodu i burżuazji – całkowicie zniknął ze świadomości Polaków. Nie wpisywał się w ramy pracującego społeczeństwa Polski Ludowej. Przedwojenne obiekty albo zostały zniszczone albo zostały przeznaczone na pola uprawne czy też leśne.

### Nowa era
Zanim dojdziemy do czasu wolności i nowego rozdziału w historii Polski, należy wspomnieć o utworzeniu w 1982 r. przy katowickim Klubie Sportowym „Start” sekcji golfa sportowego. Los członków tego, jakby nie patrzeć, pierwszego klubu miłośników golfa w powojennej Polsce nie należał do łatwych. Brak dostępu do sprzętu i infrastruktury wymusił na nich sięganie po innowatorskie pomysły, chociażby w kwestii konstrukcji kijów (np. mosiężne lub ze stali nierdzewnej główki połączone z trzonkami od kijów narciarskich). Klub funkcjonował przez kilka lat. Jednak zmiany w sposobie finansowania klubów sportowych przez państwo pod koniec lat 80. doprowadziły do wygaśnięcia działalności sekcji golfowej.
Pierwsze pomysły na budowę pola golfowego nad Wisłą pojawiły się pod koniec 1989 roku. Wytrwałość w poszukiwaniach terenu oraz łut szczęścia sprawił, że dla grupy zainteresowanych w gminie Jabłonna pod Warszawą można było zagospodarować blisko 60 ha. Tak rozpoczyna się historia budowy pola golfowego w Rajszewie, którego driving range działał już w sierpniu 1991 r., a cały obiekt działał od września 1992 r.
Równolegle w północno-zachodnim zakątku Polski, już w 1991 r. golfiści, głównie obcokrajowcy, mogli korzystać z 9-dołkowego pola w Kołczewie k. Międzyzdrojów. Dwa lata później powstaje drugi obok Rajszewa, najstarszy klub w Polsce – Amber Baltic Golf Club.
Wieści o miłośnikach golfa zaczęły również dobiegać z Trójmiasta, a dokładniej z Gdańska. Integracja niewielkiej rzeszy polskich golfistów oraz intensywne i długotrwałe przygotowania doprowadziły do historycznej daty: 31 lipca 1993 r. Odbyło się wówczas w Międzyzdrojach Zebranie Założycielskie Polskiego Związku Golfa. I tak zaczyna się historia PZG.

### Kalendarium (od 1993)
1993
- 31 lipca 1993 – powstanie Polskiego Związku Golfa
- 24 października 1993 – PZG zostaje przyjęty do Europejskiej Federacji Golfa (EGA)

1994
- Czerwiec 1994 – PZG wydaje pierwszy numer pisma Polski Golf
- 25–27 września 1994 – pierwsze Otwarte Mistrzostwa Polski (Polish Open) na polu golfowym Amber Baltic
- Wrzesień 1994 – pierwszy występ polskiej reprezentacji do lat 14 podczas Topolino Trophy we Włoszech (wygrał 13-letni Sergio Garcia!)

1995
- 15–18 czerwca 1995 – pierwsze Otwarte Mistrzostwa Polski Amatorów w Amber Baltic. Zwycięzca: Michał Poniż
- Sierpień 1995 – pierwsze Mistrzostwa Polski Juniorów na polu First Warsaw GCC. Zwycięzca: Marcin Stelmasiak

1998
- 30 kwietnia 1998 – Zarząd PZG powołuje komisje ds. kobiet, ds. juniorów, ds. hcp, ds. promocji golfa oraz ds. promocji z innymi organizatorami

1999
- PZG podpisuje umowę z Gimnazjum nr 1 w Międzyzdrojach o utworzeniu klasy sportowej obejmującej także golfa
- 6–10 lipca – pierwszy występ juniorów w Mistrzostwach Europy Juniorów w Szwecji

2000
- 2–5 sierpnia– na polu w Amber Baltic GC rozgrywane są Mistrzostwa Europy Kobiet

2001
- 11–14 lipca – na polu w Amber Baltic GC rozgrywane są Mistrzostwa Europy Juniorów

2002
- Pierwsze klubowe mistrzostwa Polski. Zwyciężają Amber Baltic GC
- 9–13 lipca 2002 – w Postołowie odbyły się Drużynowe Mistrzostwa Europy Młodzieży
- 28–30 lipca 2002 – pierwszy udział reprezentacji Polski w EGA Challange Trophy (obecnie Drużynowe ME Amatorów, dywizja 2) w Słowenii
- 6–9 listopada 2002 – Polacy po raz pierwszy w historii biorą udział w Klubowych Mistrzostwach Europy

2003
- 14 czerwca – pierwsza edycja Mistrzostw Polski Mid Amatorów oraz Mistrzostw Polski Seniorów w Amber Batlic GC

2004
- 2–4 lipca – na polu w Binowo Park GC rozgrywany jest EGA Challange Trophy (obecnie Drużynowe ME Amatorów, dywizja 2)

2005
- PZG wprowadza ogólnopolski ranking golfistów
- Pierwsza edycja Mistrzostwa Polski Kobiet w Mazury GCC. Zwyciężczyni: Agnieszka Pielaszek
- 22–23 października – pierwszy PZG Masters w Mazury GCC

2006
- Rusza system informatyczny PZG Eagle
- Startuje pierwszy Junior Tour

2007
- 11–13 maja – pierwsza edycja Mistrzostwa Polski Match Play w Amber Baltic GC
- 14–17 sierpnia – pierwszy występ polskich golfistów na Letniej Uniwersjadzie w Bangkoku

2008
- 18 kwietnia – Gala 15-lecia Polskiego Związku Golfa
- 5–7 czerwca – na polu w Postołowo GC rozgrywane są Mistrzostwa Europy Mid Amatorów

2009
- Startuje pierwsza edycja Ladies Golf Tour

2011
- 22 marca 2011 PZG zostaje członkiem PKOl

2012
- 1 edycja Ogólnopolskiego Dnia Golfa
- 27–30 września – pierwszy występ Polek w Drużynowych Mistrzostwach Świata Amatorów (Espirito Santo Trophy)
- 4–7 października – pierwszy występ Polaków w Drużynowych Mistrzostwach Świata Amatorów (Eisenhower Trophy)

2013
- 20 marca – zostaje uruchomiony PZG Birdie
- 23 listopada – Gala 20-lecia Polskiego Związku Golfa

2014
- 2–6 września – na polu Sierra GC rozgrywane są Drużynowe Mistrzostwa Europy Seniorów
- 22 listopada – otwarcie Narodowego Centrum Szkolenia PZG w Sobieniach Królewskich G&CC

2015
- 8–11 lipca – na polu w Postołowo GC rozgrywane są Drużynowe Mistrzostwa Europy, dywizja 2

2016
- 30 czerwca – 1 lipca – golf po raz pierwszy podczas Ogólnopolskiej Olimpiady Młodzieży
- 30 sierpnia – 3 września – na polu w Sierra GC rozgrywane są Drużynowe Mistrzostwa Europy Seniorek

2017
- 1 kwietnia – rusza system informatyczny Eagle 2.0
- 20–23 września – na polu Kraków Valley GC rozgrywane są Drużynowe Mistrzostwa Europy Juniorów, dywizja 2

2018
- 25–27 maja – obchody 25-lecia Polskiego Związku Golfa
- 11–14 lipca – na polu Rosa Private GC rozgrywane są Drużynowe ME Mężczyzn, dywizja 2
- 17 grudnia – PZG zostaje sygnatariuszem R&A Woman in Golf Charter

2019
- 25 marca – Polskie Stowarzyszenie Golfa Kobiet zostaje członkiem PZG
- 10–13 lipca – na polu Toya GCC rozgrywane są Drużynowe ME Mężczyzn, dywizja 2 oraz Drużynowe ME Juniorów, dywizja 2
- 31 lipca – 3 sierpnia – Polki wygrywają European Ladies’ Team Shield Trophy (Dominika Gradecka, Nicole Polivchak, Dorota Zalewska, Maria Żrodowska)
- 16 września – Adrian Meronk jako pierwszy Polak zwycięża Open de Portugal w ramach European Challenge Tour
- 28 października – Adrian Meronk jako pierwszy Polak awansuje do European Tour
- 27 listopada – po raz pierwszy Polak, Adrian Meronk, startuje w European Tour (Alfred Dunhill Championship)

#### 2020
- 24-26 lipca – odbywa się pierwsza edycja Klubowych MP Kobiet na polu Toya G&CC. Triumfuje Lisia Polana GC.
- 29 lipca – 1 sierpnia – Polacy wygrywają European Team Shield Trophy (Jakub Dymecki, Mikołaj Kniaginin, Jan Rybczyński, Filip Kowalski)
- 23-26 września – Juniorki zajmują 10 miejsce w Drużynowych Mistrzostwach Europy Juniorek (Maja Ambroziak, Kleopatra Kozakiewicz, Kinga Kuśmierska, Matylda Krawczyńska)
- 26-29 listopada – Adrian Meronk jako pierwszy w historii Polak uplasował się w pierwszej trójce w turnieju z cyklu European Tour – zajął 2. miejsce w Alfred Dunhill Championship, RPA.

#### 2021
- 16-19 czerwca – Adrian Meronk jako pierwszy Polak wystąpił w turnieju wielkoszlemowym – 121. US Open.
- 22 czerwca – Adrian Meronk jako pierwszy golfista w historii Polski otrzymuje kwalifikacje do IO z 47 miejsca Rankingu Olimpijskiego.
- 29 lipca-1 sierpnia – Adrian Meronk jako pierwszy golfista w historii Polski bierze udział w Igrzyskach Olimpijskich – Tokio 2020. Zajmuje 51 miejsce.

#### 2022
- 31 marca –  3 kwietnia – Mateusz Gradecki odnosi swoje pierwsze zwycięstwo w lidze Challenge Tour, w Limpopo Championship
- 31 maja – Radosław Frańczak zostaje nowym prezesem PZG
- 23-26 czerwca – Dorota Zalewska zwycięża w German Int‍ernational Ladies Amateur Championship
- 1-3 lipca – oficjalne otwarcie 18-dołkowego pola Black Water Links
- 3 lipca – Adrian Meronk jako pierwszy golfista w historii Polski odnosi zwycięstwo w DP World Tour (European Tour) w turnieju Horizon Irish Open.
- 5-9 lipca – pierwszy występ Polek w Drużynowych Mistrzostwach Europy Kobiet, Conwy GC
- 24 września – odbywa się konferencja „Narodowy Program Rozwoju Juniorów – od sekcji juniorskiej do igrzysk olimpijskich”
- 27 października – Adrian Meronk debiutuje w PGA Tour, rywalizując w Butterfield Bermuda Championship w Port Royal Golf Club na Bermudach
- 24 listopada – Mateusz Gradecki debiutuje w DP World Tour, biorąc udział w Joburg Open
- 1-4 grudnia – Adrian Meronk wygrywa ISPS HANDA Australian Open
- 19 grudnia – Adrian Meronk awansuje do TOP50 w światowym rankingu OWGR

## Prezesi Polskiego Związku Golfa
- Waldemar Dąbrowski (1993–1998)
- Piotr Kozłowski (1998–2000)
- Andrzej Person (2000–2002, 2002–2004)
- Piotr Mondalski (2004–2006, 2006–2010)
- Marek Michałowski (2010–2014, 2014–2018, 2018–2022)
- Radosław Frańczak (2022–)

Polski Związek Golfa jest organizatorem turniejów z serii mistrzostw kraju – Polish Championships.

## Lista pól golfowych w Polsce[8]

### Pola 18-dołkowe
- Amber Baltic Golf Club
- Binowo Park Golf Club
- Black Water Links
- First Warsaw Golf & Country Club
- Gradi Golf Club
- Kalinowe Pola Golf Club
- Kamień Country Club
- Klub Golfowy Lisia Polana
- Krakow Valley Golf & Country Club
- Mazury Golf & Country Club
- Modry Las Golf Club
- Postołowo Golf Club
- Rosa Private Golf Club
- Royal Kraków Golf & Country Club
- Sand Valley Golf Club
- Sierra Golf Club
- Sobienie Królewskie Golf & Country Club
- Śląski Klub Golfowy
- Tokary Golf Club
- Tower Golf Club
- Wrocław Golf Club

### Pola 9-dołkowe
- A&A Golf Club
- Arłamów
- Armada Golf Club
- Bydgoski Klub Golfowy
- Dwa Stawy
- Golf Club Pszczyna
- Golf Club Zajączkowo
- Golf SPA Szczytna
- Gorko Golf & Country Club
- Karolinka Golf Park
- Klub Golfowy Wierzchowiska
- Olszewka
- Pole Golfowe Wityng
- Przytok Golf Club
- Royal Kraków Golf & Country Club
- Rycerski Klub Golfowy

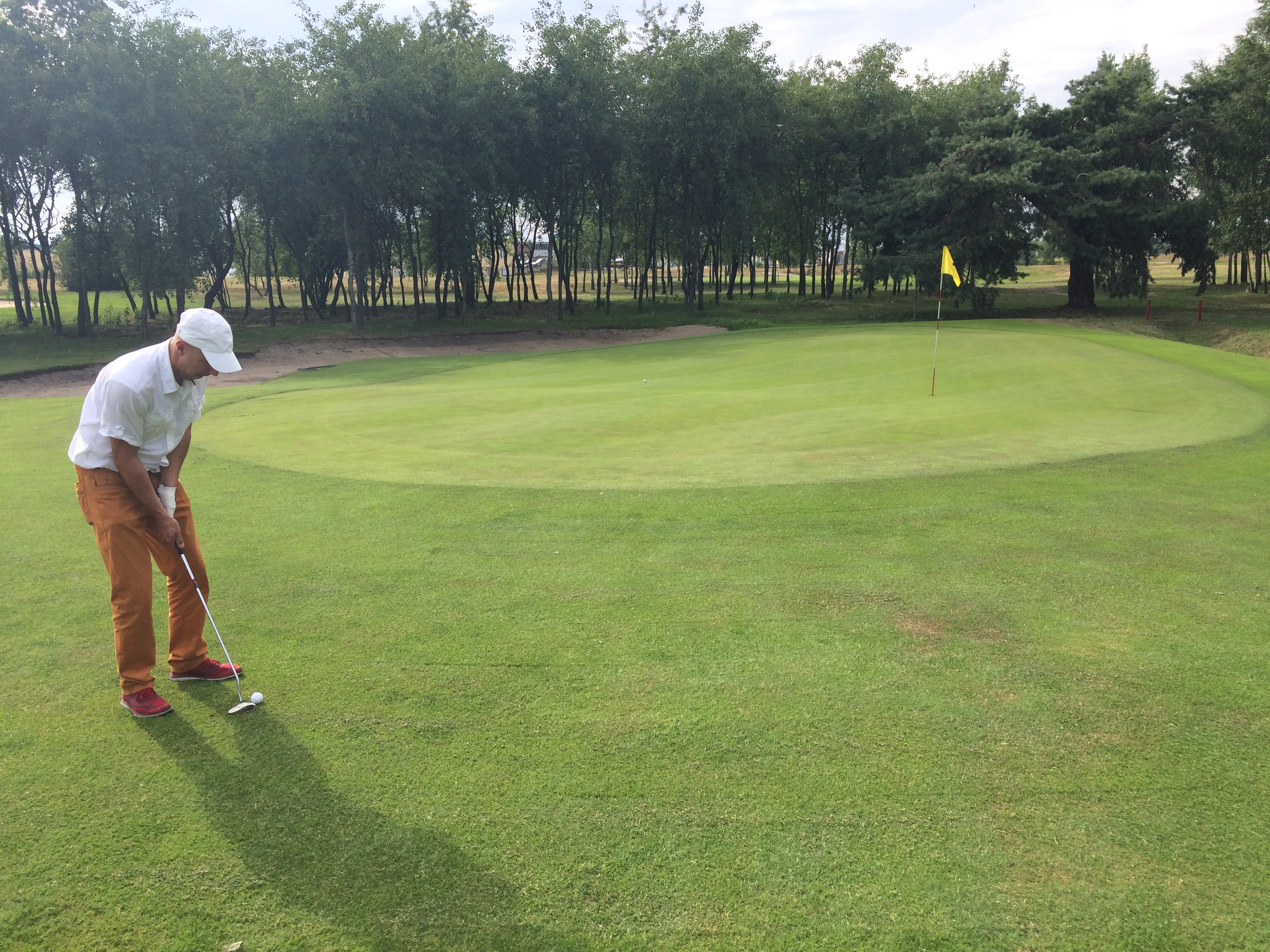
Pole golfowe w Toruniu

- Słubickie Pole Golfowe Dębowa Polana
- Tatfort Golf Club
- Zawarcie Golf Club

## Ogólnopolski Dzień Golfa
W latach 2012–2019 Polski Związek Golfa cyklicznie prowadził akcję promującą golf w Polsce – Ogólnopolski Dzień Golfa. Wydarzenie organizowane jest we współpracy z organizacją zrzeszająca profesjonalnych instruktorów golfa – PGA Polska, przy zaangażowaniu pól i obiektów golfowych z całego kraju, na które wstęp tego dnia jest całkowicie bezpłatny.
| Rok  | Liczba uczestników |
| ---- | ------------------ |
| 2019 | 5600 osób          |
| 2018 | 5100 osób          |
| 2017 | 4900 osób          |
| 2016 | 4100 osób          |
| 2015 | 4200 osób          |
| 2014 | 3200 osób          |
| 2013 | b.d.               |
| 2012 | 3100 osób          |

## Nagrody i odznaczenia Polskiego Związku Golfa

### Drivery Polskiego Golfa
Drivery Polskiego Golfa to najwyższe odznaczenie przyznawane przez Polski Związek Golfa, będące nagrodą za wkład w popularyzacje i promocję golfa w Polsce. Pierwszy raz wręczono je w 2008 roku. Reaktywacja nagrody nastąpiła w 2011 roku.
Nagrodą Drivera Polskiego Golfa uhonorowani zostali m.in. Jerzy Dudek (2011) oraz Mariusz Czerkawski (2012).
W 2013 r. zamiast Driverów Polskiego Golfa na uroczystej gali rozdane zostały Nagrody 20-lecia PZG, a pięć lat później – w 2018 – Nagrody 25-lecia PZG.

### Nagrody jubileuszowe
- Medale 20-lecia PZG
- Medale 25-lecia PZG